# Torre del Comte d'Alacant
La Torre del Comte o Torre Comte és una de les torres de vigilància costanera que es reparteixen per l'Alacantí, a la ciutat d'Alacant (País Valencià). Està situada als voltants de l'entitat de Santa Faç, al camí de l'Horta, entre els camins de la platja de Sant Joan i el camí de Benimagrell.
Va ser construïda al segle xvi per protegir l'Alacantí de les incursions dels pirates barbarescos, i forma part del grup de torres que van ser protegides en 1997 amb la declaració de Bé d'Interés Cultural. És un immoble de propietat privada, ja que la seua propietària en 1999 Rafaela Gómez Bardina, que el va mantindre en total abandó. A més de la torre, es conserven les ruïnes de l'habitatge i celler que van ser edificats annexos a la fortificació, tan típic en l'horta alacantina. En l'actualitat es troba restaurada, però de nou abandonada.
Es tracta d'una construcció de planta rectangular i disposa d'una altura superior als 7,5 metres, dividida en tres nivells i un semisoterrani. La seua fàbrica és de mamposteria amb reforç de carreus en les cantonades. S'accedeix a l'interior a través d'un arc de mig punt, i els nivells són practicables mitjançant una escala de caragol.